# Stenopogon milvus
Stenopogon milvus là một loài ruồi trong họ Asilidae. Stenopogon milvus được Loew miêu tả năm 1847. Loài này phân bố ở vùng Cổ Bắc giới.